# 小行星2806
小行星2806（2806 Graz）是一颗绕太阳运转的小行星，为主小行星带小行星。该小行星于1953年4月7日发现。
該小行星以奧地利的城市格拉茨命名。

## 轨道参数
小行星2806的轨道半长轴为2.3788231 UA，离心率为0.047。